# 普拉茨和桑普索尔
普拉茨和桑普索尔（西班牙語：Prats y Sampsor）是西班牙加泰罗尼亚莱里达省的一个市镇。 总面积6平方公里，总人口210人（2001年），人口密度35人/平方公里。